# 張九如
張九如（1895年12月17日—1979年3月22日），號救魯。江蘇省武進縣奔牛鎮人。民國37年（1948年）在江蘇省第二選區當選第一屆立法委員。

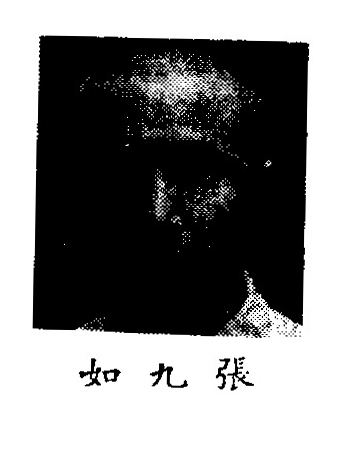
制憲國民大會代表

## 生平[2][3][4]
- 鄉立高級小學
- 江蘇省立第三師範學校
- 北京大學預科
- 南京國立暨南大學女中部國文及歷史敎員
- 國民革命軍總司令部參議
- 軍政部中校秘書兼中央軍事政治學校軍事政治敎官
- 蘭州榷運局局長，整理廿、寧、青、陝四省鹽務
- 中宣部宣傳委員
- 中央執行委員會專門委員室主任兼國防最高委員會敎育委員會委員
- 中央銀行經濟研究室專門委員
- 江蘇省參議會參議員兼副議長
- 勝利勳章
- 江蘇省第二區立法委員，立法院刊行委員名鑑，先生於本身學歷行誼，不著一字
- 中執會全會選出的制憲國民大會代表
- 民國68年3月22日病逝[5]。